# 严中平
严中平（1909年—1991年），笔名晦明，男，江苏涟水人，中国经济史学家，曾任中国史学会理事。